# V8

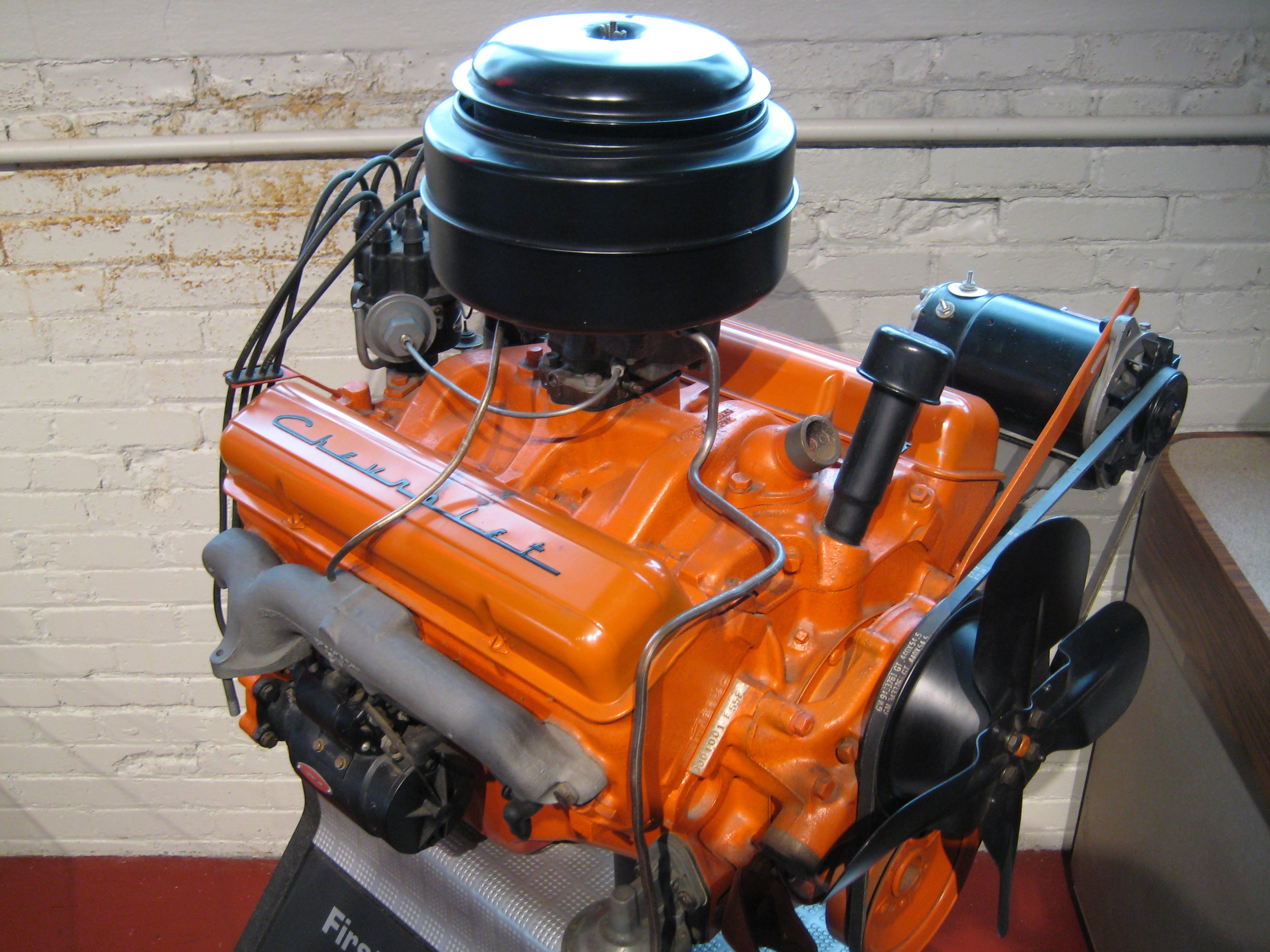
V8-motor.

En V8 är en 8-cylindrig V-motor. Motorkonfigurationen är mycket vanlig hos motorer i större personbilar och lätta lastbilar, speciellt amerikanska sådana. Även i lastbilar, bussar, fartyg och äldre flygplan förekommer dessa motorer. V8-motorer förekommer också i vissa båtar, men dessa motorer skiljer sig en aning från V8:orna i bilar. V8:or används även i sport- och supersportbilar. Exempel på sådana är Ferrari 458 Italia, Koenigsegg CC8S, med flera.
Den 10 mars infaller internationella V8:a-motorns dag.

## Historia

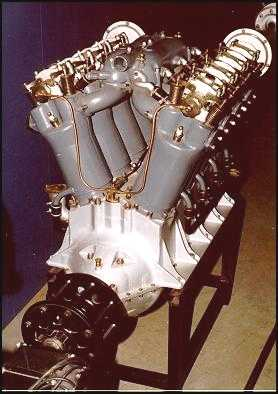
En Liberty V8 flygmotor från 1910-talet.

Den första V8-motorn utvecklades i Frankrike 1903 av Léon Levavasseur.
Den första serieproducerade V8:an introducerades av Cadillac 1914. Den första förhållandevis billiga bilen med V8, som riktade sig till en bredare målgrupp, introducerades av Henry Ford i 1932 års Ford. Ford hade lyckats utveckla gjuteritekniken så att motorblocket gick att gjuta i ett stycke och blev enkelt att producera. Detta blev snabbt en mycket populär motor och gav Ford ett övertag över huvudkonkurrenten General Motors. Som ett kuriosum kan nämnas att vissa gangstrar kom på att en V8 kunde användas för att köra ifrån polisen och därmed öka framgången i deras värv. I dessa kretsar blev bilar med V8 mer populära men övertaget förlorades något år senare när polisen förstått sammanhanget och själva försett sig med de motorstarka biltyperna.[källa behövs]
1955 introducerade Chevrolet sin smallblock-V8 som med mindre förändringar tillverkas än idag. Den är därmed den motor som har tillverkats i störst antal i världen.
På 1950-talet hade de amerikanska biltillverkarna i regel endast en storlek av V8-motorer på programmet. På 60-talet började dock bilar i olika storleksklasser att tillverkas. Därför togs V8:or med olika slagvolym fram. De mindre motorerna kallas small-block och de större big-block. Gränsen går ungefär vid 6 liters slagvolym. Big-block-motorerna monterades främst i fullstora bilar, men även i muskelbilar.
Från mitten av 1950-talet till 1980-talet sålde alla större amerikanska biltillverkare personbilsmodeller med V8-motorer. Motortypens popularitet (i synnerhet de största motorernas) minskade till följd av 1970-talets oljekriser, men V8:or fortsatte att monteras i sportvagnar, pick-uper och vissa större personbilsmodeller.

## Konstruktion
En V8-motor har två cylinderbankar med fyra cylindrar per bank. Dessa är vanligen vinklade från varandra med en vinkel på 90 grader, vilket är den ur balanssynpunkt optimala vinkeln.
Det är avståndet mellan centrum på cylindrarna i varje cylinderbank som avgör om det är en smallblock eller en bigblock.
På den största smallblocken till exempel ligger cylindrarna så nära varandra att det inte finns plats för vattenkylning
utan de är sammanfogade i en så kallad siamesgjutning. Kylningen sker istället med 2 st. ånghål i siamesgjutningen.
Nästa steg var alltså att göra veven och blocket lite längre så att ännu större kolvar fick plats.

## Europeiska bilar med V8
Även om framförallt amerikanska biltillverkare har använt V8-motorer, finns det även en del europeiska modeller med V8. BMW hade sådana motorer redan på 1950-talet i sina stora limousiner och återintroducerade V8 i 5- och 7-serien på 1990-talet. V8:an kom även till användning i prestandamodellerna M3 och M5. Mercedes-Benz har under alla år haft åtminstone någon modell med V8 på programmet. Audi hade t o m en modell som hette Audi V8, och efterföljaren A8 hade V8 som ett av motoralternativen.
Volvo tog fram en V8-motor (tillverkad av Yamaha) att använda i sina modeller S80 och XC90, framförallt för den amerikanska marknaden.
Bland de brittiska biltillverkarna har särskilt Rover utmärkt sig med en V8 som tillverkades i aluminium, egentligen en konstruktion som togs fram för Buick. Motorn användes i Rovers personbilar och även i Range Rover och Land Rover. Triumph och MG är exempel på andra bilmärken som har använt samma motor. Just denna motor har på grund av sin låga vikt blivit populär att använda för ombyggnad av andra bilar, till exempel Volvo Amazon och 140. De mer exklusiva märkena Jaguar och Aston Martin har egna V8-motorer.

## Motorsport
Inom Nascar används enbart V8-motorer. Mellan åren 2006 och 2013 användes V8-motorer i Formel 1.

## Exempel på V8-motorer
- 302 (Ford)
- 351 (Ford)
- 426 Hemi (Chrysler)
- BMW V8
- Chevrolet Big block
- Chevrolet Small block
- Chrysler Big block
- Chrysler Small block
- Pontiac V8
- Cadillac Northstar
- Toyota V8
- Nissan V8
- Jaguar V8
- Rover V8
- Volvo B36